# Општина Сикулени (Харгита)
Сикулени (рум. Siculeni) општина је у Румунији у округу Харгита.
Oпштина се налази на надморској висини од 674 m.